# Млечин, Леонид Михайлович
Леони́д Миха́йлович Мле́чин (род. 12 июня 1957, Москва) — советский и российский журналист, международный обозреватель, телеведущий, писатель и Youtube-блогер. Политический обозреватель (с 2022 года), директор Дирекции общественно-политического вещания (2021—2022), директор Дирекции историко-публицистических программ (2014—2021) телеканала «Общественное телевидение России».
Лауреат телевизионной премии «ТЭФИ» (2007, 2009) и «ТЭФИ-Регион» (2015).
Член Союза писателей СССР (с 1986 года) и Союза писателей Москвы. Заслуженный работник культуры Российской Федерации (2004). Заслуженный журналист Российской Федерации (2024).

## Биография
Родился в 1957 году в семье писателей. Имеет еврейские корни. Мать — Млечина, Ирина Владимировна, переводчица, литературовед. Отчим — Виталий Александрович Сырокомский, советский журналист.
Первые публикации 15-летнего Леонида появились в 1973 году в газете «Пионерская правда», далее публиковался в газете «Вечерняя Москва».
1979 год — окончил международное отделение факультета журналистики МГУ.
В 1979—1993 годы — корреспондент, международный обозреватель, заместитель главного редактора еженедельного журнала «Новое время». Большинство зарубежных корреспондентов этого журнала, по словам Млечина, были разведчиками советских спецслужб.
В 1993—1996 годы — редактор международного отдела, заместитель главного редактора газеты «Известия», член редколлегии газеты.
С 1994 года — ведущий еженедельной программы «Де-факто» на телеканале «РТР». В 1996—1997 годах — ведущий еженедельной информационно-публицистической программы «Весь мир».
В 1997—1999 годах — автор и ведущий еженедельной информационно-аналитической программы «Мир без границ».
С ноября 1997 по февраль 2005 года — автор и ведущий еженедельной программы «Поздний ужин».
С 1997 по 2014 год работал на телеканале «ТВ Центр» (ТВЦ), куда перешёл по приглашению Анатолия Лысенко.
С января 1998 по октябрь 2014 года — автор и ведущий публицистической программы «Особая папка», впоследствии сменившей название на «Документальное кино Леонида Млечина».
С сентября 1999 по декабрь 2002 года — ведущий и комментатор ежедневной информационно-аналитической программы «События».
В 2003—2006 годах — автор и ведущий ток-шоу «Вёрсты».
С июля по декабрь 2010 года — соведущий программы «Суд времени» на «Пятом канале».
В 2011 году не очень долгое время вёл ток-шоу «ТВ-Цех» на «ТВ Центре» вместе с Ириной Юдиной и Никитой Белоголовцевым. В 2012 году — ведущий программы «Ещё не поздно» на том же телеканале.
С ноября 2014 года — директор Дирекции историко-публицистических программ (с 2021 года — Дирекции общественно-политического вещания) телеканала «Общественное телевидение России» (ОТР). С января по июнь 2015 года — ведущий программы «Пять минут для размышлений», с осени 2015 года — ведущий документального цикла «Вспомнить всё».
С мая по июнь 2015 года — ведущий ток-шоу «Загадка судьбы» на телеканале «Россия-1».
Постоянный автор «Московского комсомольца», «Новой газеты», «Аргументов недели» и журнала «Огонёк».
Был постоянным гостем передачи «Особое мнение» на радио «Эхо Москвы».
Член жюри всероссийского конкурса «Современник на экране», который проходил в рамках всероссийского фестиваля социально значимых телепрограмм и телефильмов «Герой нашего времени».
Председатель жюри всероссийского фестиваля социально значимых телепрограмм и телефильмов «Герой нашего времени», Всероссийского конкурса СМИ «Патриоты России», фестиваля морской телевизионной документалистики «Человек и море».
На сайте телекомпании «ТВ Центр» был указан как член Союза писателей России. Автор около 100 исторических и биографических книг.
С осени 2017 года ведёт видеоканал на YouTube под названием «История Леонида Млечина», в январе 2024 года число подписчиков достигло 350 тысяч.
Принимал участие в записи аудио-подкастов радио «Комсомольская правда».

## Семья
- Дед — Владимир Михайлович Млечин (1901 г. р.), театральный критик; из семьи неграмотного плотника. В годы Гражданской вступил в Красную армию и компартию.
- Мать — Ирина Владимировна Млечина (род. 1935), известная германистка, переводчица, доктор филологических наук, критик, член Союза писателей Москвы[2].
- Отчим — Виталий Александрович Сырокомский (1929—2006), советский журналист.
- Жена — Ольга Ивановна Дерюгина, по образованию — историк-германист, руководитель программ своего мужа на РТР и «ТВ Центре»[28].
- Сын — Виталий Млечин (род. 1987), выпускник факультета журналистики МГУ[29]. В 2012—2013 годах работал редактором-международником на канале «Россия-24»[30], позже стал вести интервью «Де-факто» и информационную программу «ОТРажение» на ОТР.

## Признание

### Государственные награды
- 2004 — почётное звание «Заслуженный работник культуры Российской Федерации» — за многолетнюю плодотворную работу в области культуры, печати и телерадиовещания[31].
- 2007 — Медаль ордена «За заслуги перед Отечеством» II степени — за большой вклад в развитие отечественного телевидения и многолетнюю плодотворную работу[32].
- 2011 — Орден Дружбы — за большие заслуги в развитии отечественного телерадиовещания и многолетнюю плодотворную деятельность[33].
- 2014 — Премия Правительства Российской Федерации 2014 года в области средств массовой информации — за телепрограмму «Документальное кино Леонида Млечина»[34].
- 2018 — Орден Почёта — за большой вклад в развитие телерадиовещания и многолетнюю плодотворную деятельность[35].
- 2024 — почётное звание «Заслуженный журналист Российской Федерации» — за заслуги в развитии отечественной журналистики и многолетнюю плодотворную работу[36].

### Общественные награды
- 2007 — лауреат премии «ТЭФИ—2007» в номинации «Сценарист телевизионного документального фильма/сериала» (документальный фильм «Женщины, мечтавшие о власти»).
- 2008 — лауреат премии «Человек 5768 года» Федерации еврейских общин России (ФЕОР) в номинации «Журналистика» за цикл передач об Израиле в телепрограмме «Особая папка» компании «ТВ Центр»[37][38].
- 2009 — лауреат премии «ТЭФИ—2009» в номинации «Сценарист телевизионного документального фильма/сериала» (документальный фильм «Нас ждёт холодная зима» из цикла «Герои и жертвы холодной войны»)[39][40].
- 2015 — лауреат Специального приза фонда «Академия Российского телевидения» «За вклад в развитие российского телевидения» конкурса «ТЭФИ-Регион—2015» (26 ноября 2015 года)[41].
- 2018 — лауреат премии «Просветитель» в номинации «Просветитель. Digital» для просветительских интернет-проектов — «за популярный блог по истории»[42].

### Профессиональные награды
Леонид Млечин дважды удостаивался высоких наград Союза журналистов России:
- 2014 — лауреат премии «Золотое перо»
- 2025 — лауреат премии «Золотая полка российской журналистики»

## Документальные и публицистические фильмы
- 1997 — «Красный монарх» о Ким Ир Сене
- 1997 — «Наследник престола» о Ким Чен Ире.
- — «Рождение Израиля, Сталин, сионизм» (Часть 1, Часть 2 Часть 3 Часть 4 Часть 5 Часть 6).
- 1999 — «Август. Век ХХ». 5 серий:
  - «Первая мировая война»;
  - «Атомная бомба»;
  - «Конец пражской весны»;
  - «Августовский путч»;
  - «Кризис 17 августа».
- 2008 — «Кто убил Бенито Муссолини?»
- Шестидневная война и Москва
- «Война Судного дня» (Часть 1. Провал разведки Моссад, Часть 2. Последствия войны)
- Троцкий против Сталина
- Сталин против Троцкого
- 2008 — «Йозеф Менгеле. Врач из Освенцима»
- 2009 — «Герои и жертвы холодной войны»
  - Бомба для председателя Мао
- Степан Бандера. Рассекреченная жизнь
- Вторая мировая. Случайная война
- 2010 — Гражданская война. Забытые сражения
- 2010 — «Как Горбачёв пришёл к власти» — документальный фильм[43]
- 2011 — Бен Ладен. Убить невидимку
- 2011 — Принцесса Диана. Она не стала королевой
- 2012 — Советский космос: Четыре короля
- 2013 — «Лейтенант Печерский из Собибора»
  - Китай — Япония: Столетняя война

В издании «Аргументы Недели» в 2008 году публиковалась непроверенная информация, что за фильм о руководителях Северной Кореи её властями Леониду Млечину заочно вынесен смертный приговор.

## Публикации

### Книги
Автор большого числа историко-публицистических книг, часть из которых переведена на иностранные языки. Некоторые из книг:
1. Млечин Л. М., Сырокомский В. А. Дети, которых лишили детства, М.: Детская литература, 1980.
2. Млечин Л. М. «Хризантема» пока не расцвела (По ту сторону). — М.: Советская Россия, 1982.
  1. Млечин Л. М. «Хризантема» пока не расцвела. М.: Воениздат, 1988.
  2. Млечин Л. М. «Хризантема» пока не расцвела. М.: Терра, 1999.
3. Млечин Л. М. Грань безумия. Политическая повесть. — М.: Мол. гвардия, 1983. — 75 000 экз.
4. Млечин Л. М. Проект «Вальхалла». Политическая повесть. — М.: Мол. гвардия, 1983. — 127 с., ил. (Серия «Стрела») — 100 000 экз.
5. Млечин Л. М. Последнее дело инспектора Имаи. М.: Юридическая литература, 1984. — 50 000 экз.
  1. Млечин Л. М. Последнее дело инспектора Имаи. М.: Терра, 1999.
6. Млечин Л. М. Картины города при вечернем освещении. Владивосток, 1985.
7. Млечин Л. М. Последний довод (По ту сторону). — М.: Советская Россия, 1985.
8. Млечин Л. М. Возвращение нежелательно. М.: Московский рабочий, 1986.
9. Млечин Л. М. Специальный агент ФБР. — М.: Юридическая литература, 1989.
10. Млечин Л. М. В тени храма Ясукуни. Очерки. — М.: Детская литература, 1990.
11. Млечин Л. М. 23 главных разведчика России. М.: Эксмо.
  1. # Млечин Л. М. 23 главных разведчика России. — М.: Эксмо, 2015
12. Млечин Л. М. Сеть Москва — ОГПУ — Париж, М.: Конец века, 1991. — 207 с.
13. Млечин Л. М. «Фермер» сообщает из Парижа. ИПК «Московская правда», 1992. — 64 с.
14. Млечин Л. М. Алиби для великой певицы (Танец с генералом) (серия «Супершпионки двадцатого века»), М.: Гея, 1997. — 272 с.
15. Млечин Л. М. Евгений Примаков. История одной карьеры. М.: Центрполиграф, 1999.
  1. # Млечин Л. М. Евгений Примаков. М.: Молодая гвардия, 2008 (серия «Жизнь замечательных людей. Биография продолжается»).
16. Млечин Л. М. Поздний ужин с тайным агентом. — Эгмонт, 1999
17. Млечин Л. М. Поздний ужин с убийцей. — Эгмонт, 1999
18. Млечин Л. М. Председатели КГБ. Рассекреченные судьбы. — М.: Центрполиграф, 1999
19. Млечин Л. М. Моссад. Тайная война. — М.: Центрполиграф, 2000
  1. Млечин Л. М. Моссад. Тайная война. — М.: Центрполиграф, 2004
20. Млечин Л. М. Формула власти. От Ельцина к Путину. М.: Центрполиграф, 2000
21. Млечин Л. М. МИД. Министры иностранных дел: Романтики и циники. — М.: Центрполиграф, 2001.
22. Млечин Л. М. КГБ. Председатели органов безопасности. — М: Центрполиграф, 2001.
  1. Млечин Л. М. КГБ. Председатели органов безопасности. — М: Центрполиграф, 2003.
  2. Млечин Л. М. КГБ. Председатели органов безопасности. — М.: Центрполиграф, 2006; 2008.
  3. Млечин Л. М. КГБ. Председатели органов безопасности. М.: Центрполиграф, 2010; 2011.
23. Млечин Л. М. Знаменитые самоубийства. — М.: Детектив-пресс, 2001.
24. Млечин Л. М. Кто взорвал Америку. Империя террора от «Красных бригад» до «Исламского джихада». — М.: Центрполиграф, 2002.
25. Млечин Л. М. Кремль. Президенты России. Стратегия власти от Б. Н. Ельцина до В. В. Путина. — М.: Центрполиграф, 2002. — 703 с. ISBN 5-227-01931-2.
26. Млечин Л. М. Русская армия между Троцким и Сталиным. — М.: Центрполиграф, 2002.
27. Млечин Л. М. МИД. Министры иностранных дел. Тайная дипломатия Кремля. — М.: Центрполиграф, 2003.
28. Млечин Л. М. Иосиф Сталин. Его маршалы и генералы., 2003
29. Млечин Л. М. Служба внешней разведки. М.: Центрполиграф, 2003
30. Млечин Л. М. Смерть Сталина. — М.: Центрполиграф, 2003
  1. Млечин Л. М. Смерть Сталина. — М.: Центрполиграф, 2005
31. Млечин Л. М. Шок и трепет. — М.: Эксмо-пресс, 2003
32. Млечин Л. М. Железный Шурик. — М.: Эксмо, Яуза, 2004
33. Млечин Л. М. Поздний ужин. — М.: Молодая гвардия, 2004
34. Млечин Л. М. Путин, Буш и война в Ираке. — М.: Эксмо, Яуза; 2005.
35. Млечин Л. М. Мюнхен 1972: Кровавая Олимпиада. — М.: Эксмо, Яуза; 2005.
36. Млечин Л. М. Зачем Сталин создал Израиль. — М.: Эксмо, Яуза; 2005.
37. Млечин Л. М. Знаменитые самоубийцы. — М.: Эксмо, Яуза; 2005.
  1. Млечин Л. М. Знаменитые самоубийцы. 2010.
38. Млечин Л. М. Адольф Гитлер и его русские друзья. — М.: Центрполиграф, 2006. — 460 с.
39. Млечин Л. М. Иосиф Сталин — создатель Израиля. М., 2006
40. Млечин Л. М. 15 женщин Леонида Млечина. — М.: Центрполиграф, 2007, 2008
41. Млечин Л. М. Борис Ельцин. Послесловие. — М.: Центрполиграф, 2007.
42. Млечин Л. М. Мои друзья-диктаторы. — М.: Центрполиграф, 2007, 2008
43. Млечин Л. М. Юрий Андропов. — М.: Центрполиграф, 2008
  1. Млечин Л. М. Андропов.— М.: Проспект, 2008.
44. Млечин Л. М. Брежнев. — М.: Проспект, 2008.
  1. Млечин Л. М. Брежнев. М.: Молодая гвардия, 2008. — 624 c., ил. (серия «Жизнь замечательных людей»). ISBN 978-5-235-03114-2.
45. Млечин Л. М. Место, где убивают хороших мальчиков. — М.: Центрполиграф, 2008.
46. Млечин Л. М. Короткая жизнь, долгая смерть. — М.: Центрполиграф, 2008
47. Млечин Л. М. Мёртвый, но честный. — М.: Центрполиграф, 2008
48. Млечин Л. М. Медовая ловушка. — М.: Центрполиграф, 2008
49. Млечин Л. М. Ниндзя — специальное назначение. — М.: Центрполиграф, 2008
50. Млечин Л. М. Самая большая тайна Фюрера. — М.: Центрполиграф, 2008
51. Млечин Л. М. История внешней разведки. Карьеры и судьбы. М.: Центрполиграф, 2008
52. Млечин Л. М. Холодная война: политики, полководцы, разведчики.- М.: Центрполиграф, 2011. — 574 с.
53. Млечин Л. М. Шелепин. М.: Молодая гвардия, 2009. — 389 c., ил. — 3000 экз. (Жизнь замечательных людей) ISBN 978-5-235-03221-7.
54. Млечин Л. М. Вторая Мировая. Случайная война. — М.: Центрполиграф, 2009.
55. Млечин Л. М. Зачем Сталин убил Троцкого. — М.: Центрполиграф, 2010. — 351 с. ISBN 978-5-227-02270-7.
56. Млечин Л. М. Сталин. Наваждение России.
57. Млечин Л. М. Фурцева. — М.: Молодая гвардия, 2011. — 416 с., 5000 экз. (Жизнь замечательных людей).
58. Млечин Л. М. Брежнев. — М.: Молодая гвардия, 2011. — 656 с., 5000 экз. (Жизнь замечательных людей).
59. Млечин Л. М. Назарбаев. Групповой портрет с президентом. 2011.
60. Млечин Л. М. История внешней разведки. Карьеры и судьбы. М.: Центрполиграф, 2011
61. Млечин Л. М. Китай — великая держава номер один? — БХВ-Петербург, 2012.
62. Млечин Л. М. Красная монархия. Династия Кимов в Северной Корее. — БХВ-Петербург, 2012, 2013
63. Млечин Л. М. Ленин. Соблазнение России. — СПб.: Питер, 2012. — 432 c. — 3500 экз. ISBN 978-5-459-00708-4.
64. Млечин Л. М. Брежнев. Разочарование России. — СПб.: Питер, 2012. — 432 с. — 3500 экз.
65. Млечин Л. М. Сталин. Наваждение России. — СПб.: Питер, 2012.
66. Млечин Л. М. Один день без Сталина. — М.: Центрполиграф, 2012
67. Млечин Л. М. Горбачёв и Ельцин. Революция, реформы и контрреволюция. — СПб.: Питер, 2012. — 448 с. — 3500 экз. ISBN 978-5-459-01627-7.
68. Млечин Л. М. Путин. Россия перед выбором. — СПб.: Питер, 2012.
69. Млечин Л. М. Китай — великая держава номер один? — СПб: БХВ-Петербург, 2012. — 400 с. — 3000 экз. ISBN 978-5-9775-0822-3.
70. Млечин Л. М. Коллонтай. — М.: Молодая гвардия, 2013. — 512 с. — 5000 экз. («Жизнь замечательных людей»)
71. Млечин Л. М. Осаждённая крепость. — М.: Центрполиграф, 2013
72. Млечин Л. М. Крупская. — М.: Молодая гвардия, 2014. — 368 с. — 3000 экз. («Жизнь замечательных людей»)
73. Млечин Л. М. Как Брежнев сменил Хрущёва. — М.: Центрполиграф, 2014, 2015
74. Млечин Л. М. Нож в спину. История предательства.— М.: Центрполиграф, 2014, 2015
75. Млечин Л. М. Степан Бандера и судьба Украины. — М.: Центрполиграф, 2014
76. Млечин Л. М. В поисках утраченного величия. — БХВ, 2014
77. Млечин Л. М. Фрунзе. — М.: Молодая гвардия, 2014. — 272 с. (Жизнь замечательных людей).
78. Млечин Л. М. Холодная война: политики, полководцы, разведчики. — Амфора, 2014.
79. Млечин Л. М. Случайная война. Вторая мировая. — Амфора, 2015.
80. Млечин Л. М. Горбачев. — Амфора, 2015.
81. Млечин Л. М. Ельцин. Первый секретарь. — Амфора, 2015.
82. Млечин Л. М. Ленин. — Амфора, 2015.
83. Млечин Л. М. Назарбаев. Между медведем и драконом. — Амфора, 2015.
84. Млечин Л. М. Нарком Ворошилов. — Амфора, 2015.
85. Млечин Л. М. Один день без Сталина. — Амфора, 2015.
86. Млечин Л. М. Полководцы-революционеры. — Амфора, 2015.
87. Млечин Л. М. Самая большая тайна фюрера. — Амфора, 2015.
88. Млечин Л. М. Великая война не окончена. Итоги первой мировой. — М.: Центрполиграф, 2015.
89. Млечин Л. М. Маркус Вольф. — М.: Молодая гвардия, 2015. (Жизнь замечательных людей).
90. Млечин Л. М. Примаков. — М.: Молодая гвардия, 2015. (Жизнь замечательных людей).
91. Млечин Л. М. Е. Примаков. Человек, который спас разведку. М.: Алгоритм, 2016
92. Млечин Л. М. Кремль 1953 года. — М.: Центрполиграф, 2016
93. Млечин Л. М. Шелепин и ликвидация Бандеры — Эксмо, 2016.
94. Млечин Л. М. Ночь в Дамаске.
95. Млечин Л. М. Кристина + Сергей = смерть. Любовь под присмотром КГБ. — ИД АРГУМЕНТЫ НЕДЕЛИ, 2018.
96. Млечин Л. М. Россия против России. Гражданская война не закончилась. — ИД АРГУМЕНТЫ НЕДЕЛИ, 2018.
97. Млечин Л. М. Демонтаж патриархата, или Женщины берут верх. Книга для мужчин. — ИД АРГУМЕНТЫ НЕДЕЛИ, 2018.
98. Млечин Л. М. Династии, кланы и семьи в России. От Ленина до Путина. — ISBN 978-5-227-08208-4.
99. Млечин Л. М. Секреты Российской дипломатии. От Громыко до Лаврова. — М.: Аргументы недели, 2019. — ISBN 978-5-6040607-7-3.
100. Млечин Л. М. Ельцин. — ISBN 978-5-386-10764-2.
101. Млечин Л. М. Пленники прошлого. Сто лет истории России глазами одной семьи. — ISBN 978-5-386-10896-0.
102. Млечин Л. М. Исламизм вместо марксизма. — ISBN 978-5-386-10787-1.
103. Млечин Л. М. Вожди СССР. — М.: Молодая гвардия, 2020. (Жизнь замечательных людей).
104. Млечин Л. М. Лаврентий Берия. История написана кровью. — М.: РОССПЭН, 2021. — ISBN 978-5-8243-2436-5
105. Млечин Л. М. Советские силовики. — М.: Молодая гвардия, 2021. (Жизнь замечательных людей).
106. Млечин Л. М. Никита Хрущёв. — М.: Молодая гвардия, 2021. (Жизнь замечательных людей).
107. Млечин Л. М. Трагический январь. Президент Токаев и извлечение уроков. — М.: Молодая гвардия, 2023[45]
108. Млечин Л. М. Андрей Громыко. Дипломат номер один. — М.: РОССПЭН, 2021
109. Млечин Л. М. Андрей Каприн. Миссия врача. — М.: «Молодая гвардия», 2023
110. Млечин Л. М. Эрнст Генри. — М.: «Молодая гвардия» (ЖЗЛ), 2023
111. Млечин Л. М. Суслов. — М.: «Молодая гвардия» (ЖЗЛ), 2024
112. Млечин Л. М. Полководцы Победы. — М.: «Молодая гвардия» (ЖЗЛ), 2025

### Статьи
- 2009—2013 — Статьи Леонида Млечина в «Российской газете» // rg.ru (рус.)
- 2010—2016 — Статьи Леонида Млечина в «Новой газете» // novayagazeta.ru (рус.)
- 2010 — Леонид Млечин: «Ну и где же вашингтонский обком? Что и кого разоблачает компромат от WikiLeaks» // mk.ru (8 декабря 2010 года) (рус.)
- 2015 — Статьи Леонида Млечина в «Московском комсомольце»

### Сочинения
- Обстоятельства смерти господина N, Огонек, 1983, № 39-45, повесть публиковалась также под названиями «Обстоятельства гибели господина N», «Одиночество красных буйволов»
- Старик в чёрном кимоно, Знамя, 1985, № 3.